# 데일 호킨스
데일 호킨스(Dale Hawkins, 본명은 델마 앨런 호킨스(Delmar Allen Hawkins), 1936년 8월 22일 ~ 2010년 2월 13일)는 미국의 싱어송라이터 겸 기타 연주자 및 영화배우이다.

## 생애
1957년 가수 첫 데뷔하였고 2000년 미국 다큐멘터리 영화 《Rhythm 'N' Bayous: a load map to Louisiana music》으로 영화배우 데뷔하였다.

## 유명세
엘비스 프레슬리, 진 빈센트 등과 아울러 미국 로커빌리 음악가 1세대로 일컬어지는 그는 보통적으로 대한민국 국내에서는 《Susie Q》라는 노래의 오리지널 원곡 가수로 널리 잘 알려져 있다.